# Cistoscopia

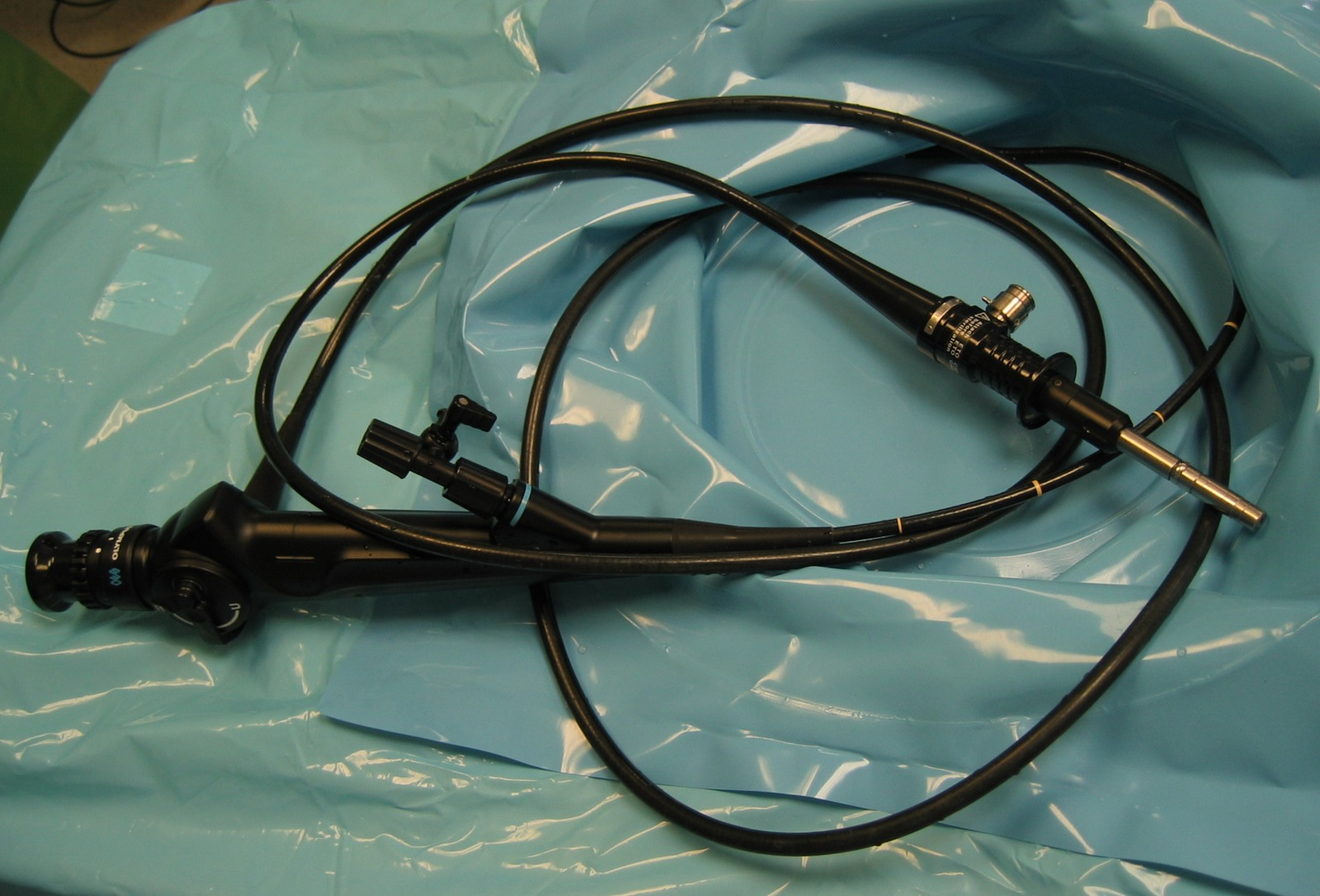
Um cistoscópio flexível

A cistoscopia  é um exame endoscópio das vias urinárias baixas. Também chamado de uretrocistoscopia, possibilita a visibilização ótica dos segmentos uretrais e da bexiga.
O instrumento utilizado para sua realização é o cistoscópio, podendo ser semirrígido ou flexível.
O procedimento pode ser realizado com anestesia tópica local ou até mesmo com anestesia geral, dependendo das circunstâncias. É um exame complementar ambulatorial, não necessitando de internações, na maioria dos casos.
Habitualmente, a cistoscopia semirrígida é realizada em posição de litotomia (posição ginecológica) com irrigação de SF 0,9% ou H2O. A modalidade flexível pode ser realizada em decúbito dorsal.
Os primeiros modelos de cistoscópio eram dotados de lâmpadas incandescentes em sua extremidade, porém com a evolução dos materiais, passou-se a utilizar de fontes externas de luz, como lâmpadas de xenon e halógenas, conduzidas por fibras óticas flexíveis.
Suas indicações principais são:
- Diagnóstico e seguimento de tratamento de tumor de bexiga e uretra
- Avaliação da anatomia uretral, prostática e vesical
- Diagnóstico de patologias vesicais, podendo ser realizado biopsia endoscópica
- Diagnóstico e avaliação de distúrbios do trato urinário
- Auxílio na determinação da causa de dor ao urinar
- Diagnóstico de infecções recorrentes da bexiga